# Eleições autárquicas portuguesas de 1985 no distrito de Viseu
| Eleições autárquicas portuguesas de 1985 Distritos: Aveiro \| Beja \| Braga \| Bragança \| Castelo Branco \| Coimbra \| Évora \| Faro \| Guarda \| Leiria \| Lisboa \| Portalegre \| Porto \| Santarém \| Setúbal \| Viana do Castelo \| Vila Real \| Viseu \| Açores \| Madeira |

## Resultados por concelho
Os resultados nos concelhos do distrito de Viseu foram os seguintes:

### Armamar
| Partido                 | Partido                   | Votos | %               | +/-   | Vereadores | +/-     |
| ----------------------- | ------------------------- | ----- | --------------- | ----- | ---------- | ------- |
|                         | Partido Social Democrata  | 2 452 | 54,33 / 100,00  | 18,55 | 3 / 5      | 1       |
|                         | Centro Democrático Social | 1 634 | 36,21 / 100,00  | 7,81  | 2 / 5      | 1       |
|                         | Aliança Povo Unido        | 230   | 5,10 / 100,00   | 1,24  | 0 / 5      | Estável |
| Votos Inválidos         | Votos Inválidos           | 197   | 4,36 / 100,00   | 1,44  |            |         |
| Total                   | Total                     | 4 513 | 100,00 / 100,00 |       | 5 / 5      |         |
| Eleitorado/Participação | Eleitorado/Participação   | 6 906 | 65,35 / 100,00  | 4,54  |            |         |

### Carregal do Sal
| Partido                 | Partido                   | Votos | %               | +/-  | Vereadores | +/-     |
| ----------------------- | ------------------------- | ----- | --------------- | ---- | ---------- | ------- |
|                         | Partido Social Democrata  | 2 441 | 54,50 / 100,00  | 1,54 | 4 / 5      | 1       |
|                         | Centro Democrático Social | 1 078 | 24,07 / 100,00  | 5,86 | 1 / 5      | Estável |
|                         | Partido Socialista        | 543   | 12,12 / 100,00  | 5,16 | 0 / 5      | 1       |
|                         | Aliança Povo Unido        | 237   | 5,29 / 100,00   | 1,14 | 0 / 5      | Estável |
| Votos Inválidos         | Votos Inválidos           | 180   | 4,02 / 100,00   | 0,30 |            |         |
| Total                   | Total                     | 4 479 | 100,00 / 100,00 |      | 5 / 5      |         |
| Eleitorado/Participação | Eleitorado/Participação   | 8 899 | 50,33 / 100,00  | 9,10 |            |         |

### Castro Daire
| Partido                 | Partido                       | Votos  | %               | +/-  | Vereadores | +/-     |
| ----------------------- | ----------------------------- | ------ | --------------- | ---- | ---------- | ------- |
|                         | Partido Social Democrata      | 5 150  | 53,99 / 100,00  | 7,56 | 5 / 7      | Estável |
|                         | Centro Democrático Social     | 1 505  | 15,78 / 100,00  | 2,98 | 1 / 7      | Estável |
|                         | Partido Socialista            | 1 435  | 15,05 / 100,00  | 3,88 | 1 / 7      | Estável |
|                         | Partido Renovador Democrático | 552    | 5,79 / 100,00   | Novo | 0 / 7      | Novo    |
|                         | Aliança Povo Unido            | 445    | 4,67 / 100,00   | 1,89 | 0 / 7      | Estável |
| Votos Inválidos         | Votos Inválidos               | 451    | 4,73 / 100,00   | 1,01 |            |         |
| Total                   | Total                         | 9 538  | 100,00 / 100,00 |      | 7 / 7      |         |
| Eleitorado/Participação | Eleitorado/Participação       | 15 474 | 61,64 / 100,00  | 2,59 |            |         |

### Cinfães
| Partido                 | Partido                   | Votos  | %               | +/-  | Vereadores | +/-     |
| ----------------------- | ------------------------- | ------ | --------------- | ---- | ---------- | ------- |
|                         | Partido Socialista        | 4 635  | 40,61 / 100,00  | 0,05 | 3 / 7      | Estável |
|                         | Partido Social Democrata  | 4 100  | 35,92 / 100,00  | 5,04 | 3 / 7      | 1       |
|                         | Centro Democrático Social | 1 935  | 16,95 / 100,00  | 4,62 | 1 / 7      | 1       |
|                         | Aliança Povo Unido        | 342    | 3,00 / 100,00   | 0,53 | 0 / 7      | Estável |
| Votos Inválidos         | Votos Inválidos           | 401    | 3,51 / 100,00   | 1,02 |            |         |
| Total                   | Total                     | 11 413 | 100,00 / 100,00 |      | 7 / 7      |         |
| Eleitorado/Participação | Eleitorado/Participação   | 18 931 | 60,29 / 100,00  | 0,85 |            |         |

### Lamego
| Partido                 | Partido                       | Votos  | %               | +/-   | Vereadores | +/-     |
| ----------------------- | ----------------------------- | ------ | --------------- | ----- | ---------- | ------- |
|                         | Partido Renovador Democrático | 5 035  | 31,35 / 100,00  | Novo  | 3 / 7      | Novo    |
|                         | Partido Social Democrata      | 3 956  | 24,63 / 100,00  | 11,26 | 2 / 7      | 1       |
|                         | Centro Democrático Social     | 3 088  | 19,23 / 100,00  | 4,89  | 1 / 7      | 1       |
|                         | Partido Socialista            | 2 757  | 17,16 / 100,00  | 7,20  | 1 / 7      | 1       |
|                         | Aliança Povo Unido            | 707    | 4,40 / 100,00   | 0,70  | 0 / 7      | Estável |
| Votos Inválidos         | Votos Inválidos               | 519    | 3,23 / 100,00   | 1,81  |            |         |
| Total                   | Total                         | 16 062 | 100,00 / 100,00 |       | 7 / 7      |         |
| Eleitorado/Participação | Eleitorado/Participação       | 24 034 | 66,83 / 100,00  | 1,61  |            |         |

### Mangualde
| Partido                 | Partido                  | Votos  | %               | +/-   | Vereadores | +/-     |
| ----------------------- | ------------------------ | ------ | --------------- | ----- | ---------- | ------- |
|                         | Partido Socialista       | 6 122  | 51,00 / 100,00  | 5,59  | 4 / 7      | Estável |
|                         | Partido Social Democrata | 5 170  | 43,07 / 100,00  | 12,71 | 3 / 7      | 1       |
|                         | Aliança Povo Unido       | 391    | 3,26 / 100,00   | 1,85  | 0 / 7      | Estável |
| Votos Inválidos         | Votos Inválidos          | 320    | 2,67 / 100,00   | 0,64  |            |         |
| Total                   | Total                    | 12 003 | 100,00 / 100,00 |       | 7 / 7      |         |
| Eleitorado/Participação | Eleitorado/Participação  | 17 056 | 70,37 / 100,00  | 0,96  |            |         |

### Moimenta da Beira
| Partido                 | Partido                   | Votos | %               | +/-   | Vereadores | +/-     |
| ----------------------- | ------------------------- | ----- | --------------- | ----- | ---------- | ------- |
|                         | Centro Democrático Social | 3 283 | 49,11 / 100,00  | 10,37 | 3 / 5      | 1       |
|                         | Partido Social Democrata  | 2 327 | 34,81 / 100,00  | 4,15  | 2 / 5      | 1       |
|                         | Partido Socialista        | 550   | 8,23 / 100,00   | 3,36  | 0 / 5      | Estável |
|                         | Aliança Povo Unido        | 235   | 3,52 / 100,00   | 1,95  | 0 / 5      | Estável |
| Votos Inválidos         | Votos Inválidos           | 290   | 4,34 / 100,00   | 0,90  |            |         |
| Total                   | Total                     | 6 685 | 100,00 / 100,00 |       | 5 / 5      |         |
| Eleitorado/Participação | Eleitorado/Participação   | 9 470 | 70,59 / 100,00  | 1,08  |            |         |

### Mortágua
| Partido                 | Partido                   | Votos | %               | +/-  | Vereadores | +/-     |
| ----------------------- | ------------------------- | ----- | --------------- | ---- | ---------- | ------- |
|                         | Partido Social Democrata  | 2 879 | 56,65 / 100,00  | 0,67 | 3 / 5      | Estável |
|                         | Partido Socialista        | 1 699 | 33,43 / 100,00  | 2,06 | 2 / 5      | Estável |
|                         | Aliança Povo Unido        | 180   | 3,54 / 100,00   | 0,72 | 0 / 5      | Estável |
|                         | Centro Democrático Social | 171   | 3,36 / 100,00   | -    | 0 / 5      | -       |
| Votos Inválidos         | Votos Inválidos           | 153   | 3,01 / 100,00   | 1,27 |            |         |
| Total                   | Total                     | 5 082 | 100,00 / 100,00 |      | 5 / 5      |         |
| Eleitorado/Participação | Eleitorado/Participação   | 8 946 | 56,81 / 100,00  | 1,17 |            |         |

### Nelas
| Partido                 | Partido                   | Votos  | %               | +/-   | Vereadores | +/-     |
| ----------------------- | ------------------------- | ------ | --------------- | ----- | ---------- | ------- |
|                         | Partido Social Democrata  | 2 735  | 36,69 / 100,00  | -     | 3 / 7      | -       |
|                         | Partido Socialista        | 2 170  | 29,11 / 100,00  | 17,10 | 2 / 7      | 2       |
|                         | Centro Democrático Social | 1 709  | 22,92 / 100,00  | -     | 2 / 7      | -       |
|                         | Aliança Povo Unido        | 387    | 5,19 / 100,00   | 1,52  | 0 / 7      | Estável |
|                         | União Democrática Popular | 99     | 1,33 / 100,00   | 0,98  | 0 / 7      | Estável |
| Votos Inválidos         | Votos Inválidos           | 355    | 4,76 / 100,00   | 0,11  |            |         |
| Total                   | Total                     | 7 455  | 100,00 / 100,00 |       | 7 / 7      |         |
| Eleitorado/Participação | Eleitorado/Participação   | 11 621 | 64,15 / 100,00  | 1,70  |            |         |

### Oliveira de Frades
| Partido                 | Partido                   | Votos | %               | +/-   | Vereadores | +/-     |
| ----------------------- | ------------------------- | ----- | --------------- | ----- | ---------- | ------- |
|                         | Partido Social Democrata  | 2 667 | 44,03 / 100,00  | 20,62 | 3 / 5      | 1       |
|                         | Centro Democrático Social | 2 209 | 36,47 / 100,00  | 16,15 | 2 / 5      | 1       |
|                         | Partido Socialista        | 882   | 14,56 / 100,00  | 3,38  | 0 / 5      | Estável |
|                         | Aliança Povo Unido        | 160   | 2,64 / 100,00   | 1,02  | 0 / 5      | Estável |
| Votos Inválidos         | Votos Inválidos           | 139   | 2,29 / 100,00   | 0,05  |            |         |
| Total                   | Total                     | 6 057 | 100,00 / 100,00 |       | 5 / 5      |         |
| Eleitorado/Participação | Eleitorado/Participação   | 8 065 | 75,10 / 100,00  | 1,95  |            |         |

### Penalva do Castelo
| Partido                 | Partido                   | Votos | %               | +/-   | Vereadores | +/-     |
| ----------------------- | ------------------------- | ----- | --------------- | ----- | ---------- | ------- |
|                         | Partido Social Democrata  | 2 395 | 43,40 / 100,00  | 19,42 | 2 / 5      | 1       |
|                         | Centro Democrático Social | 1 913 | 34,67 / 100,00  | 9,34  | 2 / 5      | 1       |
|                         | Partido Socialista        | 955   | 17,31 / 100,00  | 5,99  | 1 / 5      | Estável |
|                         | Aliança Povo Unido        | 55    | 1,00 / 100,00   | 1,70  | 0 / 5      | Estável |
| Votos Inválidos         | Votos Inválidos           | 200   | 3,62 / 100,00   | 2,39  |            |         |
| Total                   | Total                     | 5 518 | 100,00 / 100,00 |       | 5 / 5      |         |
| Eleitorado/Participação | Eleitorado/Participação   | 8 146 | 67,74 / 100,00  | 0,50  |            |         |

### Penedono
| Partido                 | Partido                   | Votos | %               | +/-  | Vereadores | +/-     |
| ----------------------- | ------------------------- | ----- | --------------- | ---- | ---------- | ------- |
|                         | Partido Social Democrata  | 899   | 42,19 / 100,00  | -    | 3 / 5      | -       |
|                         | Partido Socialista        | 590   | 27,69 / 100,00  | 1,80 | 1 / 5      | Estável |
|                         | Centro Democrático Social | 398   | 18,68 / 100,00  | -    | 1 / 5      | -       |
|                         | Aliança Povo Unido        | 124   | 5,82 / 100,00   | 1,04 | 0 / 5      | Estável |
| Votos Inválidos         | Votos Inválidos           | 120   | 5,63 / 100,00   | 0,47 |            |         |
| Total                   | Total                     | 2 131 | 100,00 / 100,00 |      | 5 / 5      |         |
| Eleitorado/Participação | Eleitorado/Participação   | 3 223 | 66,12 / 100,00  | 6,76 |            |         |

### Resende
| Partido                 | Partido                   | Votos  | %               | +/-  | Vereadores | +/-     |
| ----------------------- | ------------------------- | ------ | --------------- | ---- | ---------- | ------- |
|                         | Partido Social Democrata  | 4 531  | 63,96 / 100,00  | 0,53 | 6 / 7      | 1       |
|                         | Centro Democrático Social | 1 360  | 19,20 / 100,00  | 5,06 | 1 / 7      | Estável |
|                         | Partido Socialista        | 752    | 10,62 / 100,00  | 1,81 | 0 / 7      | 1       |
|                         | Aliança Povo Unido        | 149    | 2,10 / 100,00   | 1,42 | 0 / 7      | Estável |
| Votos Inválidos         | Votos Inválidos           | 292    | 4,12 / 100,00   | 1,30 |            |         |
| Total                   | Total                     | 7 084  | 100,00 / 100,00 |      | 7 / 7      |         |
| Eleitorado/Participação | Eleitorado/Participação   | 10 959 | 64,64 / 100,00  | 0,47 |            |         |

### Santa Comba Dão
| Partido                 | Partido                  | Votos  | %               | +/-  | Vereadores | +/-     |
| ----------------------- | ------------------------ | ------ | --------------- | ---- | ---------- | ------- |
|                         | Partido Social Democrata | 3 448  | 50,93 / 100,00  | -    | 4 / 7      | -       |
|                         | Partido Socialista       | 2 936  | 43,37 / 100,00  | 3,98 | 3 / 7      | 1       |
|                         | Aliança Povo Unido       | 123    | 1,82 / 100,00   | 0,10 | 0 / 7      | Estável |
| Votos Inválidos         | Votos Inválidos          | 263    | 3,88 / 100,00   | 0,45 |            |         |
| Total                   | Total                    | 6 770  | 100,00 / 100,00 |      | 7 / 7      | 2       |
| Eleitorado/Participação | Eleitorado/Participação  | 10 600 | 63,87 / 100,00  | 4,54 |            |         |

### São João da Pesqueira
| Partido                 | Partido                  | Votos | %               | +/-   | Vereadores | +/-     |
| ----------------------- | ------------------------ | ----- | --------------- | ----- | ---------- | ------- |
|                         | Partido Social Democrata | 2 689 | 60,09 / 100,00  | 49,35 | 4 / 5      | 4       |
|                         | Partido Socialista       | 1 288 | 28,78 / 100,00  | 3,23  | 1 / 5      | 1       |
|                         | Aliança Povo Unido       | 218   | 4,87 / 100,00   | 1,40  | 0 / 5      | Estável |
| Votos Inválidos         | Votos Inválidos          | 280   | 6,25 / 100,00   | 2,38  |            |         |
| Total                   | Total                    | 4 475 | 100,00 / 100,00 |       | 5 / 5      |         |
| Eleitorado/Participação | Eleitorado/Participação  | 7 485 | 59,79 / 100,00  | 7,19  |            |         |

### São Pedro do Sul
| Partido                 | Partido                   | Votos  | %               | +/-  | Vereadores | +/-     |
| ----------------------- | ------------------------- | ------ | --------------- | ---- | ---------- | ------- |
|                         | Partido Social Democrata  | 5 016  | 46,84 / 100,00  | 2,40 | 3 / 7      | 1       |
|                         | Partido Socialista        | 2 574  | 24,04 / 100,00  | 0,48 | 2 / 7      | Estável |
|                         | Aliança Povo Unido        | 1 366  | 12,76 / 100,00  | 3,21 | 1 / 7      | 1       |
|                         | Centro Democrático Social | 1 364  | 12,74 / 100,00  | 5,83 | 1 / 7      | Estável |
| Votos Inválidos         | Votos Inválidos           | 389    | 3,64 / 100,00   | 0,24 |            |         |
| Total                   | Total                     | 10 709 | 100,00 / 100,00 |      | 7 / 7      |         |
| Eleitorado/Participação | Eleitorado/Participação   | 16 750 | 63,93 / 100,00  | 6,66 |            |         |

### Sátão
| Partido                 | Partido                   | Votos  | %               | +/-   | Vereadores | +/-     |
| ----------------------- | ------------------------- | ------ | --------------- | ----- | ---------- | ------- |
|                         | Centro Democrático Social | 4 010  | 55,91 / 100,00  | 11,31 | 5 / 7      | 2       |
|                         | Partido Social Democrata  | 2 306  | 32,15 / 100,00  | 9,59  | 2 / 7      | Estável |
|                         | Partido Socialista        | 596    | 8,31 / 100,00   | 1,35  | 0 / 7      | Estável |
|                         | Aliança Povo Unido        | 55     | 0,77 / 100,00   | 0,26  | 0 / 7      | Estável |
| Votos Inválidos         | Votos Inválidos           | 205    | 2,86 / 100,00   | 0,10  |            |         |
| Total                   | Total                     | 7 172  | 100,00 / 100,00 |       | 7 / 7      | 2       |
| Eleitorado/Participação | Eleitorado/Participação   | 10 386 | 69,05 / 100,00  | 2,43  |            |         |

### Sernancelhe
| Partido                 | Partido                   | Votos | %               | +/-  | Vereadores | +/-     |
| ----------------------- | ------------------------- | ----- | --------------- | ---- | ---------- | ------- |
|                         | Centro Democrático Social | 2 419 | 56,58 / 100,00  | 7,60 | 3 / 5      | 1       |
|                         | Partido Social Democrata  | 1 459 | 34,13 / 100,00  | 8,84 | 2 / 5      | 1       |
|                         | Partido Socialista        | 167   | 3,91 / 100,00   | 0,44 | 0 / 5      | Estável |
|                         | Aliança Povo Unido        | 48    | 1,12 / 100,00   | 0,39 | 0 / 5      | Estável |
| Votos Inválidos         | Votos Inválidos           | 182   | 4,26 / 100,00   | 0,42 |            |         |
| Total                   | Total                     | 4 275 | 100,00 / 100,00 |      | 5 / 5      |         |
| Eleitorado/Participação | Eleitorado/Participação   | 5 817 | 73,49 / 100,00  | 0,71 |            |         |

### Tabuaço
| Partido                 | Partido                   | Votos | %               | +/-  | Vereadores | +/-     |
| ----------------------- | ------------------------- | ----- | --------------- | ---- | ---------- | ------- |
|                         | Centro Democrático Social | 2 383 | 49,25 / 100,00  | 4,30 | 3 / 5      | Estável |
|                         | Partido Social Democrata  | 2 244 | 46,37 / 100,00  | 9,18 | 2 / 5      | Estável |
|                         | Aliança Povo Unido        | 29    | 0,60 / 100,00   | 1,84 | 0 / 5      | Estável |
| Votos Inválidos         | Votos Inválidos           | 183   | 3,78 / 100,00   | 2,04 |            |         |
| Total                   | Total                     | 4 839 | 100,00 / 100,00 |      | 5 / 5      |         |
| Eleitorado/Participação | Eleitorado/Participação   | 6 404 | 75,56 / 100,00  | 1,71 |            |         |

### Tarouca
| Partido                 | Partido                   | Votos | %               | +/-   | Vereadores | +/- |
| ----------------------- | ------------------------- | ----- | --------------- | ----- | ---------- | --- |
|                         | Partido Social Democrata  | 1 761 | 42,08 / 100,00  | -     | 3 / 5      | -   |
|                         | Aliança Povo Unido        | 1 406 | 33,60 / 100,00  | 20,61 | 2 / 5      | 2   |
|                         | Centro Democrático Social | 472   | 11,28 / 100,00  | -     | 0 / 5      | -   |
|                         | Partido Socialista        | 382   | 9,13 / 100,00   | 10,71 | 0 / 5      | 1   |
| Votos Inválidos         | Votos Inválidos           | 164   | 3,92 / 100,00   | 1,22  |            |     |
| Total                   | Total                     | 4 185 | 100,00 / 100,00 |       | 5 / 5      |     |
| Eleitorado/Participação | Eleitorado/Participação   | 6 356 | 65,84 / 100,00  | 4,36  |            |     |

### Tondela
| Partido                 | Partido                   | Votos  | %               | +/-   | Vereadores | +/-     |
| ----------------------- | ------------------------- | ------ | --------------- | ----- | ---------- | ------- |
|                         | Partido Social Democrata  | 8 502  | 45,94 / 100,00  | 10,39 | 4 / 7      | 1       |
|                         | Centro Democrático Social | 5 191  | 28,05 / 100,00  | 10,45 | 2 / 7      | 1       |
|                         | Partido Socialista        | 3 594  | 19,42 / 100,00  | 1,96  | 1 / 7      | Estável |
|                         | Aliança Povo Unido        | 445    | 2,40 / 100,00   | 1,34  | 0 / 7      | Estável |
| Votos Inválidos         | Votos Inválidos           | 774    | 4,18 / 100,00   | 0,57  |            |         |
| Total                   | Total                     | 18 506 | 100,00 / 100,00 |       | 7 / 7      |         |
| Eleitorado/Participação | Eleitorado/Participação   | 27 821 | 66,52 / 100,00  | 2,79  |            |         |

### Vila Nova de Paiva
| Partido                 | Partido                   | Votos | %               | +/-   | Vereadores | +/-     |
| ----------------------- | ------------------------- | ----- | --------------- | ----- | ---------- | ------- |
|                         | Centro Democrático Social | 1 691 | 46,53 / 100,00  | 11,91 | 3 / 5      | 1       |
|                         | Partido Social Democrata  | 1 236 | 34,01 / 100,00  | 0,89  | 2 / 5      | Estável |
|                         | Partido Socialista        | 512   | 14,09 / 100,00  | 11,20 | 0 / 5      | 1       |
|                         | Aliança Povo Unido        | 63    | 1,73 / 100,00   | 0,32  | 0 / 5      | Estável |
| Votos Inválidos         | Votos Inválidos           | 132   | 3,63 / 100,00   | 1,92  |            |         |
| Total                   | Total                     | 3 634 | 100,00 / 100,00 |       | 5 / 5      |         |
| Eleitorado/Participação | Eleitorado/Participação   | 5 007 | 72,58 / 100,00  | 2,98  |            |         |

### Viseu
| Partido                 | Partido                       | Votos  | %               | +/-  | Vereadores | +/-     |
| ----------------------- | ----------------------------- | ------ | --------------- | ---- | ---------- | ------- |
|                         | Centro Democrático Social     | 15 537 | 38,03 / 100,00  | 7,32 | 4 / 9      | 1       |
|                         | Partido Social Democrata      | 14 678 | 35,93 / 100,00  | 0,14 | 4 / 9      | Estável |
|                         | Partido Socialista            | 6 103  | 14,94 / 100,00  | 6,40 | 1 / 9      | 1       |
|                         | Partido Renovador Democrático | 1 611  | 3,94 / 100,00   | Novo | 0 / 9      | Novo    |
|                         | Aliança Povo Unido            | 1 177  | 2,88 / 100,00   | 0,86 | 0 / 9      | Estável |
|                         | União Democrática Popular     | 246    | 0,60 / 100,00   | 0,73 | 0 / 9      | Estável |
| Votos Inválidos         | Votos Inválidos               | 1 499  | 3,67 / 100,00   | 0,91 |            |         |
| Total                   | Total                         | 40 851 | 100,00 / 100,00 |      | 9 / 9      |         |
| Eleitorado/Participação | Eleitorado/Participação       | 62 987 | 64,86 / 100,00  | 4,00 |            |         |

### Vouzela
| Partido                 | Partido                   | Votos  | %               | +/-   | Vereadores | +/-     |
| ----------------------- | ------------------------- | ------ | --------------- | ----- | ---------- | ------- |
|                         | Partido Social Democrata  | 3 086  | 43,82 / 100,00  | 7,55  | 3 / 7      | 1       |
|                         | Partido Socialista        | 2 588  | 36,75 / 100,00  | 7,28  | 3 / 7      | 1       |
|                         | Centro Democrático Social | 839    | 11,91 / 100,00  | 14,14 | 1 / 7      | Estável |
|                         | Aliança Povo Unido        | 283    | 4,02 / 100,00   | 0,03  | 0 / 7      | Estável |
| Votos Inválidos         | Votos Inválidos           | 247    | 3,51 / 100,00   | 0,71  |            |         |
| Total                   | Total                     | 7 043  | 100,00 / 100,00 |       | 7 / 7      | 2       |
| Eleitorado/Participação | Eleitorado/Participação   | 10 404 | 67,70 / 100,00  | 3,17  |            |         |